# 蘇恰瓦
蘇恰瓦（羅馬尼亞語：Suceava、匈牙利語：、德語：、波蘭語：、烏克蘭語：、意第緒語：שאַץ / Shats）是羅馬尼亞的一個城市。屬摩爾達維亞及布科維納地區。是蘇恰瓦縣的首府所在地。14～16世紀期間曾是摩爾達維亞公國的首都。